# Distrikt Tongod (San Miguel)
Der Distrikt Tongod liegt in der Provinz San Miguel in der Region Cajamarca im Norden Perus. Der Distrikt wurde am 14. Juni 1989 gegründet. Er besitzt eine Fläche von 161 km². Beim Zensus 2017 wurden 2816 Einwohner gezählt. Im Jahr 1993 lag die Einwohnerzahl bei 3817, im Jahr 2007 bei 4385. Sitz der Distriktverwaltung ist die 2614 m hoch gelegene Ortschaft Tongod mit 612 Einwohnern (Stand 2017). Tongod befindet sich 27,5 km nordnordöstlich der Provinzhauptstadt San Miguel de Pallaques.

## Geographische Lage
Der Distrikt Tongod befindet sich in der peruanischen Westkordillere im östlichen Norden der Provinz San Miguel. Der Río Chancay sowie dessen Zufluss Río Pisit entwässert das Areal nach Norden.
Der Distrikt Tongod grenzt im Südwesten an den Distrikt Calquís, im Westen an den Distrikt Pulán (Provinz Santa Cruz), im Norden an die Distrikte Yauyucan und Ninabamba (beide ebenfalls in der Provinz Santa Cruz), im Osten an den Distrikt Catilluc sowie im Süden an den Distrikt Llapa.

## Ortschaften
Im Distrikt gibt es neben dem Hauptort folgende größere Ortschaften:
- Chucllapampa
- La Lucuma
- Pisit
- Quellahorco